# Liste der Biografien/Alw
Liste der Biografien |
Portal Biografien |
Personensuche
# |
A |
B |
C |
D |
E |
F |
G |
H |
I |
J |
K |
L |
M |
N |
O |
P |
Q |
R |
S |
T |
U |
V |
W |
X |
Y |
Z |
?
 
Aa |
Ab |
Ac |
Ad |
Ae |
Af |
Ag |
Ah |
Ai |
Aj |
Ak |
Al |
Am |
An |
Ao |
Ap |
Aq |
Ar |
As |
At |
Au |
Av |
Aw |
Ax |
Ay |
Az
 
Ala |
Alb |
Alc |
Ald |
Ale |
Alf |
Alg |
Alh |
Ali |
Alj |
Alk |
All |
Alm |
Aln |
Alo |
Alp |
Alq |
Alr |
Als |
Alt |
Alu |
Alv |
Alw |
Alx |
Aly |
Alz
Die Liste der Biografien führt alle Personen auf, die in der deutschsprachigen Wikipedia einen Artikel haben. Dieses ist eine Teilliste mit 29 Einträgen von Personen, deren Namen mit den Buchstaben „Alw“ beginnt.

## Alw

### Alwa
- Alwahibi, Mohammad (1947–2015), palästinensisch-syrischer Künstler
- Alwall, Nils (1904–1986), schwedischer Mediziner, Professor und Pionier der Hämodialyse
- Alwan, Hanna G. (* 1954), libanesischer Geistlicher, maronitischer Kurienbischof in Antiochien
- Alwan, Jassem (1926–2018), syrischer Militär und Politiker
- Alwan, Rafid Ahmed (* 1968), irakischer Überläufer während des dritten Irak-Kriegs
- Alwang, Jeffrey, US-amerikanischer Agrarökonom
- Alwani, Taha Dschabir al- (1935–2016), islamischer Rechtsgelehrter
- Alward, Fred S. (1893–1987), US-amerikanischer Politiker
- Alward, Herbert, österreichischer Eiskunstläufer
- Alward, Matthias (* 1958), deutscher Kirchenmusiker
- Alwart, Christian (1624–1696), deutscher Musikpädagoge und lutherischer Pastor
- Alwart, Heiner (* 1951), deutscher Rechtswissenschaftler
- ʿAlwasch, Dhikrā (* 1968), irakische Bauingenieurin und Bürgermeisterin von Bagdad

### Alwe
- Alweendo, Tom (* 1958), namibischer Politiker
- Alwens, Emil (1868–1924), deutscher Verwaltungsjurist und Bezirksoberamtmann
- Alwens, Franz (1792–1871), bayerischer Regierungspräsident der Rheinpfalz
- Alwens, Karl von (1820–1889), bayerischer Politiker, Landtagsvizepräsident, Jurist
- Alwens, Walter (1880–1966), deutscher Internist

### Alwi
- Alwi, Iskandar (* 1994), malaysischer Stabhochspringer
- Alwi, Rosman (* 1961), malaysischer Radrennfahrer
- Alwig von Sulz († 1572), Landgraf im Klettgau, Kaiserlicher Rat, Hauptmann und Landvogt im Oberelsass
- Alwig von Sulz (1586–1632), Landgraf im Klettgau (1616–1628)
- Alwig X. von Sulz (1417–1493), Landgraf im Klettgau, Graf zu Vaduz, Schallenberg und Blumeneck, Erbhofrichter
- Alwin Grope († 1325), Ratsherr der Hansestadt Lübeck
- Alwin, Karl (1891–1945), deutscher Dirigent
- Alwis, Anandatissa de (1919–1996), sri-lankischer Politiker der United National Party (UNP)

### Alwo
- Alworth, Lance (* 1940), US-amerikanischer American-Football-Spieler

### Alwy
- Alwyn, Joe (* 1991), britischer FilmschauspielerJoe Alwyn (* 1991)

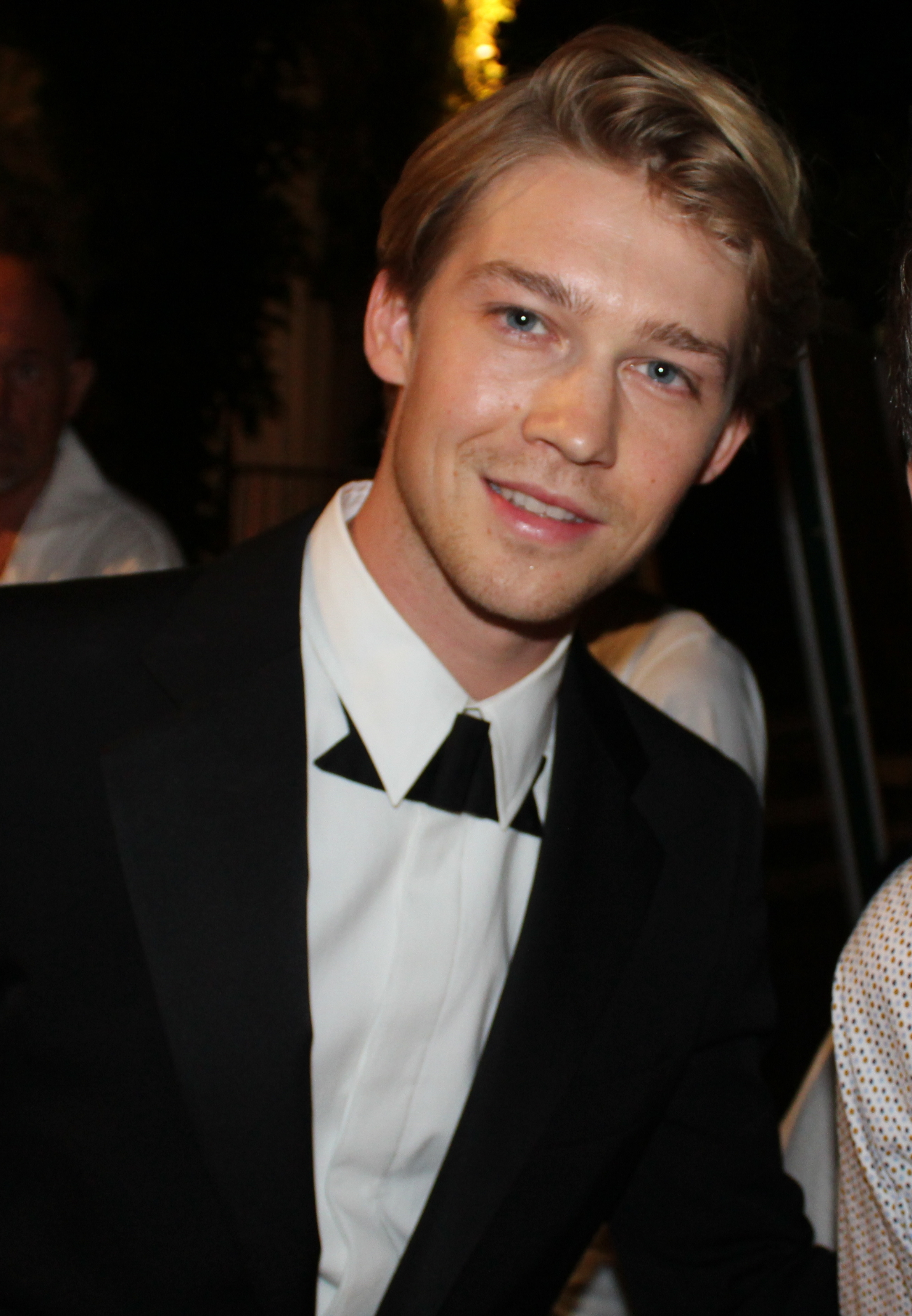
Joe Alwyn (* 1991)

- Alwyn, William (1905–1985), englischer Komponist